# Baadž
Al-Baadž (arabsky: بعاج) je město v severozápadním Iráku v provincii Ninive. Leží 125 kilometrů jihozápadně od Mosulu a 380 kilometrů severozápadně od Bagdádu. Severně od města leží město Sindžár. V roce 2014 bylo město dobyto Islámským státem o dva roky později v červnu 2017 dobyly město Lidové mobilizační síly.